# Louis Jules Chouard
Pour les articles homonymes, voir Vernou et Chouard.
Louis Jules Chouard, né Brieuc Joseph Chouard, en littérature Pierre Vernou, né le 17 décembre 1865 à Vernou-sur-Seine et mort le 9 octobre 1927 à Épineuil, est un journaliste et écrivain français.
Fils de Martin-Jules Chouard, instituteur et artiste peintre, il suit des études au séminaire de Meaux. Il devient plus tard inspecteur du personnel à la Compagnie du chemin de fer de Paris à Orléans, puis rédacteur au Petit Parisien, au Petit Journal et au Journal. Il fut également rédacteur en chef du Supplément du Petit Parisien.
Il publie, sous le pseudonyme de Pierre Vernou, plusieurs romans et nouvelles.
Il est le père du professeur Pierre Chouard.

## Œuvres

### Romans
- Le Choix d'une Maîtresse, Bibliothèque indépendante d'édition, Paris, 1906
- Au Creux des sillons, préface d'André Theuriet, Delagrave, Paris, 1907
- Les Pirates de l'air, illustrations de Georges Dutriac et Henri Lanos, Hachette, Bibliothèque des écoles et des familles, Paris, 1913
- L'Homme sans tête, publié en feuilleton dans Le Matin, 1914
- Le Sphinx aux yeux pourpres, publié en feuilleton dans Le Matin, 1920
- La Merveilleuse Aventure de deux apprentis, illustrations de Paul Carrey, Gravure et impression moderne, E. Hollebecq et Cie, 1922
- Aventures de deux scouts alsaciens et de leur chien Brisquet, illustrations de S. Touchet, Hachette, Bibliothèque de la jeunesse, Paris, 1926
- Les Yeux de rubis, Fayard, Paris, 1928

### Nouvelles
- Le Crime de Jean Hureau, dans Le Grand Illustré du 3 mars 1907[4]
- Le Vieux Fusil, dans Le Grand Illustré du 24 mars 1907[5]
- L'Orgueilleuse Paternité dans Le Matin du 22 avril 1909[6]
- Un Arrêt dans la nuit dans Le Matin du 14 janvier 1910[7]
- Sur la route dans Le Matin du 16 mars 1910[8]
- Le Pouce, dans Le Matin du 3 mai 1910[9]
- Les Héritiers de Salewski
- Un Trésor parmi les tombes
- Plus fait douceur